# FK Srem
FK Srem (Servisch: ФК Срем) is een Servische voetbalclub uit de stad Sremska Mitrovica. De club werd opgericht in 1919. In 2002 degradeerde de club uit de derde klasse en fuseerde met Zvezdara Beograd, dat van de hoofdstad Belgrado nu naar Sremska Mitrovica verhuisde.
FK Srem speelde nu in de tweede klasse en werd daar vierde in 2004. Daarna eindigde de club in de middenmoot en in 2007 kon de club net een degradatie vermijden.

## Bekende spelers
- Branislav Ivanović